# Аліса Великобританська
Аліса Мод Марія Великобританська (англ. Alice Maud Mary of the United Kingdom), також Аліса Саксен-Кобург-Готська (англ. Alice of Saxe-Coburg and Gotha), відома після шлюбу як Аліса Гессенська (нім. Alice von Hessen), 25 квітня 1843 — 14 грудня 1878) — британська принцеса з Саксен-Кобург-Готської династії, донька королеви Великої Британії Вікторії та принца-консорта Альберта Саксен-Кобург-Готського, дружина великого герцога Гессенського та Прирейнського Людвіга IV. Матір Олександри, дружини останнього російського царя Миколи II, вбитої більшовиками у липні 1918 року.
Громадська діячка в області соціальної роботи, медсестринської справи, полегшення вагітності і пологів, жіночої освіти та оплати жіночої праці. У 1847 році на її честь було назване місто Аліс у Південно-Африканській Республіці.

## Біографія

### Ранні роки
Народилась вранці 25 квітня 1843 року в Букінгемському палаці Лондону третьою дитиною та другою донькою в родині королеви Великої Британії Вікторії та її принца-консорта Альберта Саксен-Кобург-Готського. Охрестили новонароджену 2 липня 1843 року у приватній каплиці Букінгемського палацу під наглядом архієпископа Кентерберійського Вільяма Гоулі. Ім'я Аліса дівчинка отримала через колишнього прем'єр-міністра країни, віконта Мельбурна, який заявляв, що Аліса — його улюблене жіноче ім'я; Мод — на честь однієї з хрещених, герцогині Глостерської; Марія — на честь принцеси Марії, яка також народилася 25 квітня. Хрещеними батьками стали король Ганноверу Ернст Август, якого представляв герцог Кембриджський Адольф Фредерік, княгиня Гогенлое-Лангенбурзька, яку представляла її матір, спадкоємний принц Саксен-Кобург-Готський, якого представляв Фрідріх Вільгельм Мекленбурзький, та Софія Матильда Глостерська. Мала старшого брата Альберта та сестру Вікторію, з якими згодом у неї склалися найближчі відносини.

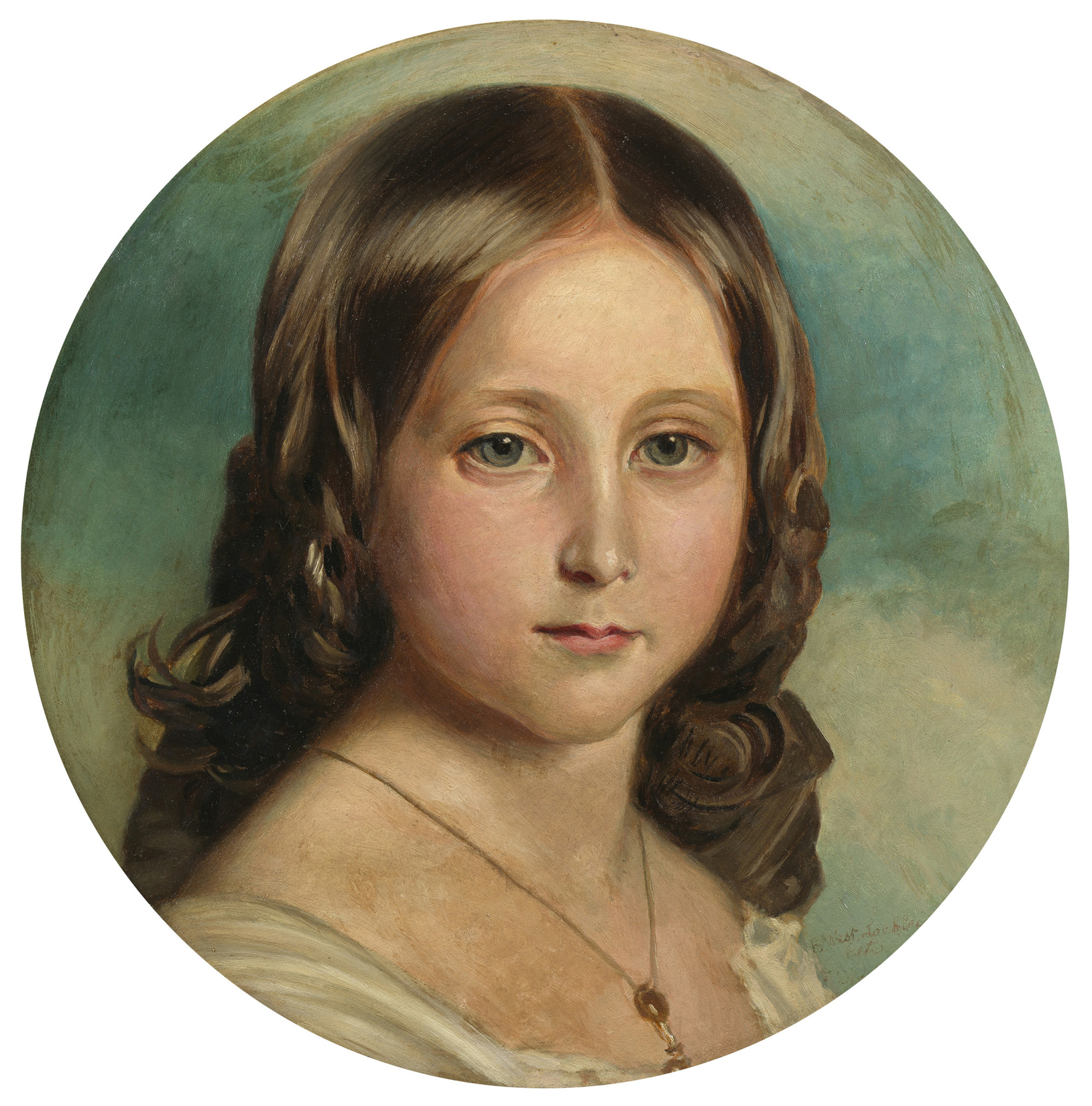
Портрет Аліси в дитячому віці, Королівська колекція

Згідно з записом у щоденнику Вікторії, написаному за кілька тижнів після народження Аліси, старші сиблінги з радістю вітали молодшу сестру в сім'ї. Хоча Таємна рада надіслала Альбертові повідомлення з одночасним висловом «вітання та співчуття» у зв'язку з народженням другої доньки, ані Вікторія, ні її чоловік не засмутилися через те, що третя дитина була дівчинкою. Королева, здавалося, пишалася новонародженою, написавши у щоденнику про свою віру в те, що Аліса стане «красунею родини».
Із народженням Аліси правляче подружжя вирішило обзавестися більш просторим помешканням, і у жовтні 1845 року придбали триповерховий будинок на острові Вайт. Втім, дуже скоро стало зрозумілим, що він не задовольняє усіх потреб, і там же був спроєктований Осборн-гаус, будівництво якого завершилося у 1851 році. В Осборні Алісу та її сиблінгів навчали ведення домашнього господарства, приготування їжі, садівництва та столярної справи, діти отримували також щоденні уроки англійської, французької та німецької мов. Їхній повсякденний гардероб складався з одягу для середнього класу, а спали принци та принцеси в бідно обставлених, мало опалюваних спальнях. До 1857 року сімейство поповнилося доньками Єленою, Луїзою та Беатрисою й синами Альфредом, Артуром і Леопольдом.
Аліса цікавилася світом поза межами палацу. В Балморалі відвідувала орендарів; в каплиці Віндзорського замку одного разу, втікши від гувернантки, сіла на громадській лавці, аби краще зрозуміти звичайних людей. Під час Кримської війни разом із матір'ю та старшою сестрою відвідувала лондонські шпиталі.

### Матримонільні плани

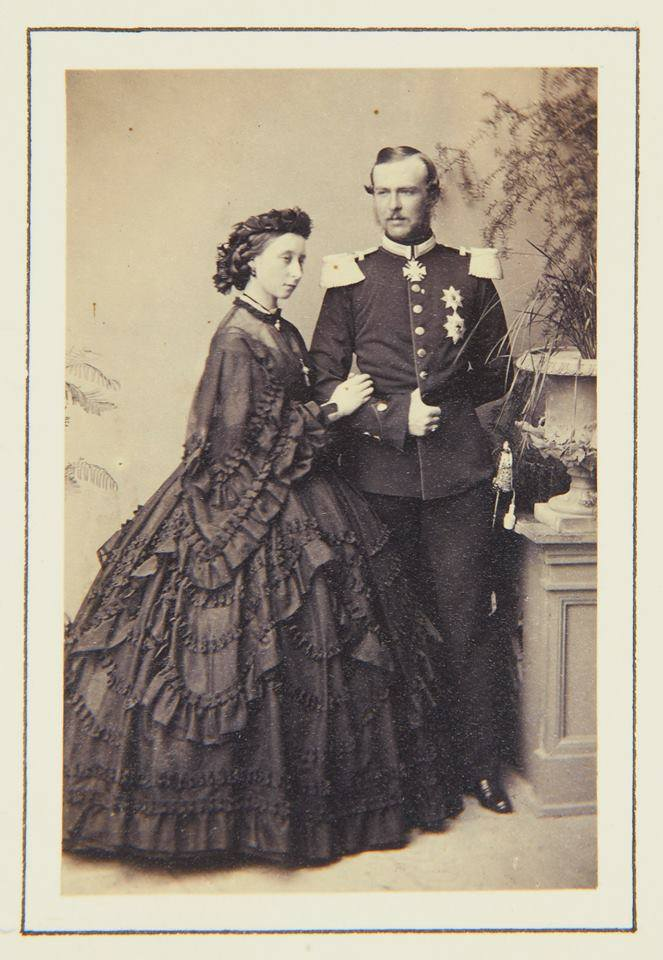
Аліса та Людвіг

Пошук нареченого для Аліси почався у 1860 році. Королева Вікторія доручила старшій доньці, яка нещодавно сама взяла шлюб, підшукати підходящу для сестри кандидатуру. Втім, кронпринцеса змогла рекомендувати лише Віллема Оранського та Альбрехта Прусського. Королева схвалила приїзд нідерландського принца, однак він не зміг зацікавити Алісу, як і вона його. Кандидатура Альбрехта також була відкинута.
Підшукуючи наречену і для брата Альберта, Вікторія відвідала Гессен, аби побачити принцесу Анну. Дівчина їй не сподобалася, але гессенські принци справили добре враження. Людвіг і Генріх були запрошені до Віндзорського палацу під приводом відвідин Аскотських кінних змагань. Обидва брати сподобалися монархині, але вона помітила, що Людвіг та Аліса ладнали одне з одним краще.
Заручини Людвіга та Аліси відбулися 30 квітня 1861 року. Посаг нареченої мав становити 30 000 фунтів стерлінгів. Королева також наполягала на будівництві в Дармштадті нового палацу для проживання молодят, однак місто відмовлялося брати на себе такі витрати. Не зважаючи на смерть принца Альберта у грудні 1861 року, королева наказала продовжувати підготовку до весілля.
Аліса, після одруження старшої сестри з кронпринцом Пруссії, була найближчою довіреною особою батька до його смерті, після чого, до власного весілля, виконувала роль особистого секретаря матері.

### Шлюб та громадська робота
1 липня 1862 року відбулося вінчання 19-річної Аліси із 24-річним принцом Гессенським і Прирейнським Людвігом. Церемонія пройшла в їдальні Осборн-гаусу, тимчасово перетвореній на каплицю. Алісу вів до вівтаря її дядько, герцог Саксен-Кобург-Готи, Ернст II. Супроводжували наречену три її менші сестри та принцеса Анна. Королева згодом зауважила лорду Теннісону, що то був «найсумніший день, який вона могла згадати». Медовий місяць молодята проводили у місті Райд.

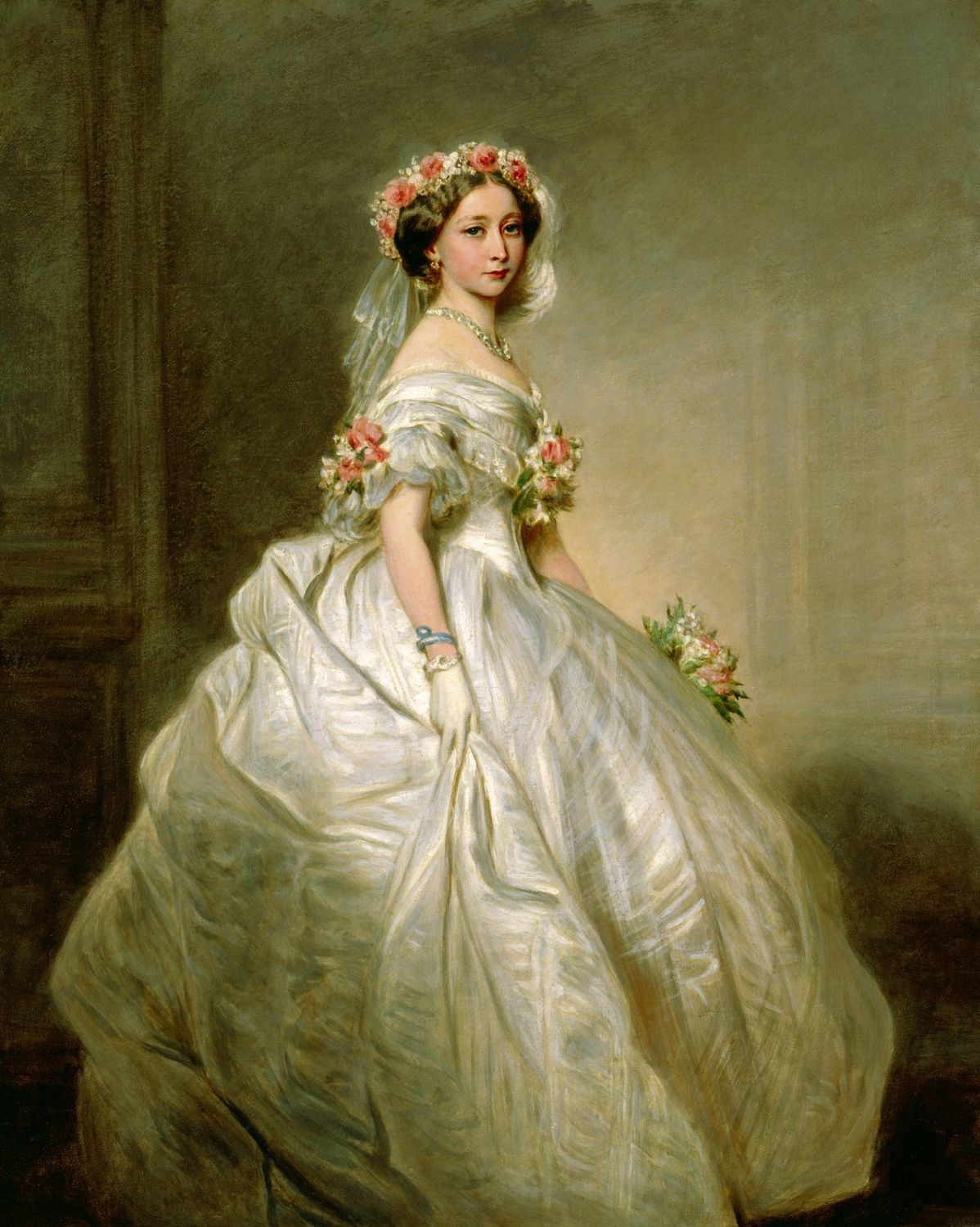
Портрет Аліси, Королівська колекція

До міста Бінген у великому герцогстві Гессен молода пара прибула 12 липня 1862 року і була зустрінута захопленим натовпом, що зібрався, незважаючи на зливу. Через Майнц і Густафсбург прибули до Дармштадту, де теж були зустрінуті з великим ентузіазмом. В листі до матері від 13 липня Аліса писала: «Я справді так зворушена добротою та ентузіазмом людей, що, кажуть, дуже незвичайно. Вони чекають біля будинку, щоб побачити нас, і постійно вітаються, навіть солдати».
Оскільки велика герцогиня померла за кілька тижнів до цього, Аліса відразу фактично стала «першою леді» країни поруч із овдовілим дядьком її чоловіка. Соціально-політична зацікавленість принцеси знайшли  більше розуміння у Людвіга III, аніж відповідні спроби її сестри Вікторії в Берліні.
Проблема з місцем проживання пари так і не була вирішена, і, зрештою, їм відвели будинок у старому кварталі Дармштадту. На відміну від королеви Вікторії, яка відзначала, що майже не сумує за донькою та загалом не помітила її від'їзду, Аліса нудьгувала за батьківщиною та переживала, хто заспокоюватиме матір за її відсутності. Вже будучи вагітною, відвідала весілля брата Альберта із Александрою Данською, яке відбулося у Лондоні у березні наступного року. Менш ніж за місяць у Віндзорському замку народила первістку, яку назвала на честь матері. Всього у шлюбі народила семеро дітей.
Із поверненням Аліси до Дармштадту у травні 1863 сім'я переїхала до нової резиденції у Краніхштайні. Після народження другої доньки принцеса вирішила годувати її грудьми самостійно, не покладаючись на годувальниць, чим дуже засмутила матір, яка виступала проти грудного вигодовування у своїй родині. Загалом відносини Аліси з королевою Вікторією поступово складнішали. Монархиня розуміла, що донька здобула власне сімейне щастя і буде навідувати її все рідше, що викликало її заздрість.
Від 1863 року Аліса займалася охороною здоров'я в країні і, зокрема, поліпшенням гігієнічних умов для породіль. У 1867 році в Дармштадті разом із найближчою соратницею, Луїзою Бюхнер, заснувала асоціацію з догляду за хворими та бідними Alice-Frauenverein. Довіреним радником також виступав Ернст Бекер, який раніше працював секретарем її батька. Він брав участь у різноманітних соціальних і культурних ініціативах принцеси, наприклад, як член правління у заснованій 1864 року «Будівельної асоціації робітничого житла».
В ході Австро-прусської війни, незважаючи на вагітність, Аліса виконувала протокольні обов'язки, відвідувала лікарні та власноруч виготовляла бинти для поранених. Під час війни ще більше зблизилася з чоловіком, який очолював гессенську кавалерію. Товаришувала з Флоренс Найтінгейл, дослухалася до її порад щодо чистоти та вентиляції в лікарнях.
1 червня 1867 року закликала до заснування жіночої організації, яку, зрештою, створила з Луїзою Бюхнер під назвою Жіноча асоціація медсестер Аліси у Великому герцогстві Гессен. Принцеса стала її першою президенткою, Бюхнер обійняла посаду віцепрезидентки асоціації. Робота медсестри, яка до цього була лише волонтерством, мала стати оплачуваною працею для жінок. В тому ж році заснувала «Асоціацію Аліси для жіночої освіти та промислу» (нім. Alice Verein für Frauenbildung und Erwerb), яка невдовзі відкрила Базар Аліси, що став місцем продажу жіночих виробів ручної роботи. У 1870 році в Дармштадті був відкритий Ліцей Аліси з вечірніми курсами для дівчаток і жінок, з якого у 1875 році розвинулася промислова школа для дівчат Alice-Schule.

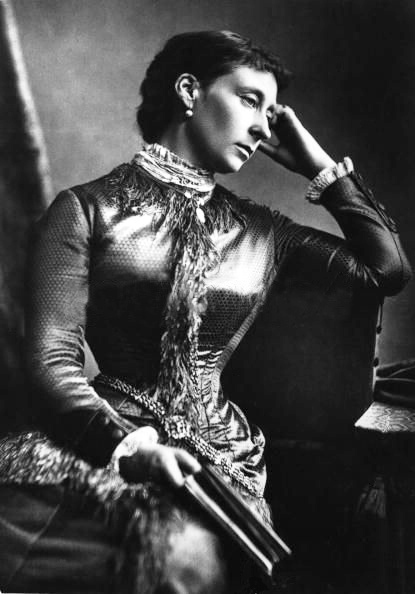
Світлина близько 1875 року

Перша лікарня була заснована Алісою в ході Франко-прусської війни у 1870 році в Аказінгартені і являла собою казармовий шпиталь, в якому за хворими та пораненими здійснювали догляд 16 медсестер. З часом він оформився в лікарню, навану іменем Аліси (Alice-Hospital Darmstadt), що існує і досі. «Яким би важким не був характер хвороби, принцеса відвідувала кожного хворого і завжди була готова надати їм підтримку, втішити та допомогти», — згадувалося в одному з актів жіночого товариства. Боязнь контакту була їй чужою.
У 1872 році на запрошення Аліси в Дармштадті відбулася перша «Генеральна асамблея німецьких жіночих та ділових асоціацій».
Часто, переважно інкогніто, відвідувала будинки найбідніших сімей, аби дізнатися про їхній рівень життя і про те, як вона може їм допомогти. Одного разу написала своїй матері-королеві про такі візити, заявивши, що відчуває необхідність зробити те маленьке добро, на яке здатна.
Брала уроки живопису у Пауля Вебера. Планувала створити колонію художників, але втілив у життя дану ідею вже її син Ернст Людвіг у Матільденсгьое у 1899 році.
У 1873 молодший син Аліси та Людвіга помер внаслідок гемофілії від внутрішньої кровотечі після падіння з вікна. Аліса так і не оговталася від його смерті і ще більше прив'язалася до єдиного сина Ернста і новонародженої доньки Марії.
У 1875 році відновила свої громадські обов'язки, у тому числі збирання коштів, медичну та громадську роботу. Підтримувала активне листування з соціальною реформаторкою Октавією Гілл. Однак стосунки із чоловіком в цей час зіпсувалися. Наприкінці 1876 року вона виїхала до Англії на лікування та залишалася в Балморалі до одужання. Звідти вона писала Людвігові критикуючі листи.

### Велика герцогиня

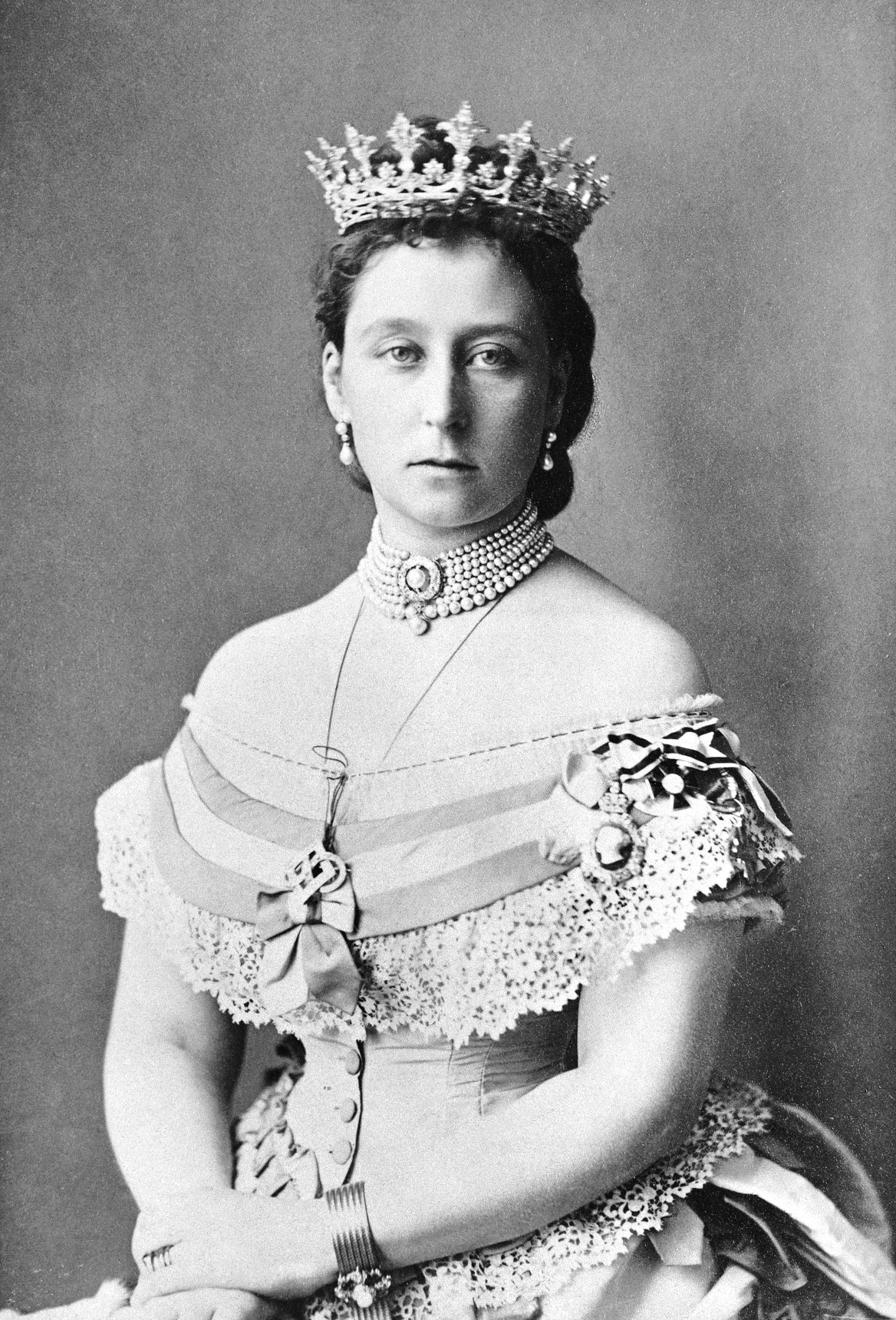
Велика герцогиня

У червні 1877 року її чоловік став правителем великого герцогства Гессен, а сама Аліса — герцогинею-консортом. Свої нові обов'язки сприйняла як надто важкі і писала матері, що «боїться буквально всього». Спершу намагалася скористатися новою роллю щодо соціальних реформ, але швидко зрозуміла, що роль «матері народу» вимагає великої напруги.
Восени 1878 року королева Вікторія запросила гессенську пару на відпочинок до Істборна, де вони зупинилися в будинку на Гранд-парад. Аліса виконувала різні королівські обов'язки в цій поїздці та відвідала матір в Осборн-гаусі, перш ніж повернутися до Дармштадту наприкінці 1878 року.
У листопаді 1878 року гессенський двір потерпав від епідемії дифтерії. З герцогських дітей першою захворіла Вікторія, невдовзі стало відомо, що інші, окрім Єлизавети, яку відразу відправили до бабусі, також заразилися. 15 листопада померла Марія. Повідомивши про смерть сестри синові, Аліса поцілувала його, аби підбадьорити, і таким чином заразилася сама.
Напередодні річниці смерті батька герцогиня відчула себе погано. Вночі стало зрозуміло, що вона помирає. Останніми словами Аліси стали «любий тато», після чого о 2:30 ранку вона знепритомніла. Вранці 14 грудня 1878 о 8:30 її не стало. Королева Вікторія відзначила збіг дат смерті Альберта та Аліси як «майже неймовірний і найзагадковіший». З родини більш за всіх були вражені втратою принц і принцеса Уельські.
18 грудня була похована у герцогській усипальні в парку Розенгьое в Дармштадті. У 1910 році, за бажанням Ернста Людвіга, Людвіга, Алісу та їхніх дітей, померлих молодими, перепоховали у Новому мавзолеї Розенгьое.

## Родина

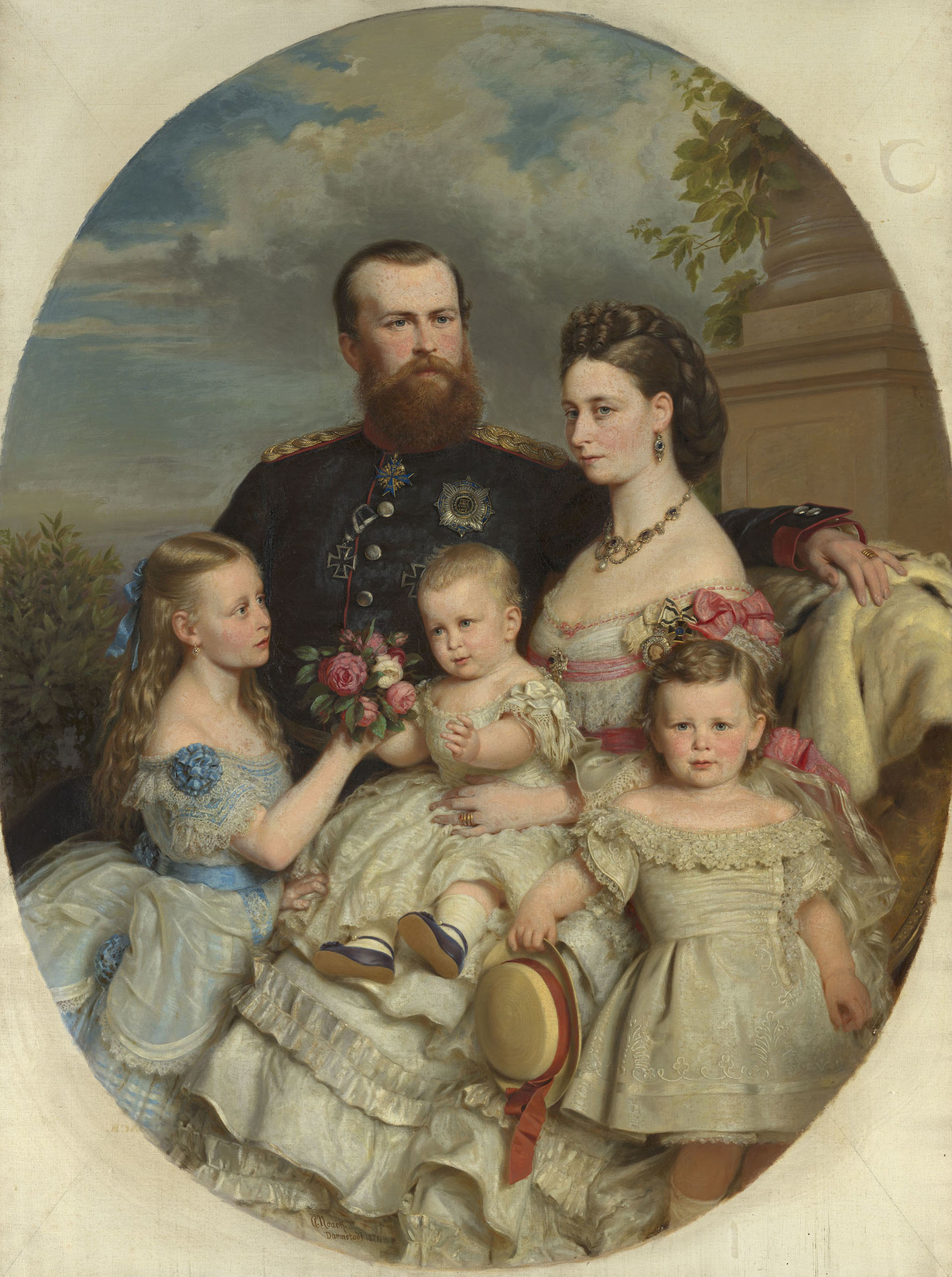
Гессенське сімейство на портреті Августа Новака, 1871

Чоловік  — Людвіг IV, великий герцог Гессенський
Діти:
- Вікторія (1863—1950) — дружина принца Людвіга Александра Баттенберга, мала четверо дітей;
- Єлизавета (1864—1918) — дружина великого князя Російської імперії Сергія Олександровича Романова, дітей не мала;
- Ірена (1866—1953) — дружина прусського принца Генріха, мала трьох синів;
- Ернст Людвіг (1868—1937) — великий герцог Гессенський і Прирейнський у 1892—1918 роках, був двічі одруженим, мав трьох дітей від обох шлюбів;
- Фрідріх (1870—1873) — прожив 2 роки;
- Аліса (1872—1918) — дружина останнього імператора Росії Миколи II, мала п'ятеро дітей;
- Марія (1874—1878) — прожила 4 роки;

## Нагороди
- Великий хрест ордену Святої Катерини (Російська імперія) (31 травня 1864);
- Орден Луїзи 1 ступеню (Королівство Пруссія);
- Хрест «За заслуги» для жінок та дівчат (Королівство Пруссія) (26 червня 1871);
- Орден Індійської корони (Велика Британія) (1 січня 1878);

## Вшанування
У 1902 році Ернст Людвіг відкрив Меморіал Аліси на Вільгельміненплац в Дармштадті.

### Кіновтілення
- В англо-американському телесеріалі 2001 року «Вікторія й Альберт» режисера Джона Ермана роль Аліси виконала Кейт Маберлі.[13]